# Grzegorz Polaczyk
Grzegorz Polaczyk (ur. 2 lipca 1985 w Nowym Sączu) – polski kajakarz, olimpijczyk z Aten 2004.
Pierwsze sukcesy na arenie międzynarodowej odnosił jako junior, zdobywając tytuł mistrza świata w roku 2002 oraz mistrza Europy w 2003 w konkurencji K-1 slalom indywidualnie.

## Osiągnięcia sportowe

### Mistrzostwa Europy do lat 23
- złoty medal:
  - K-1 x 3 slalom drużynowo – 2005, 2006, 2007
- srebrny medal:
  - K-1 slalom indywidualnie – 2005, 2008[1]
- brązowy medal:
  - K-1 x 3 slalom drużynowo – 2008[1]

### Mistrzostwa Polski
- złoty medal:
  - wyścig długodystansowy 20 km – 2003[2]
  - K-1 zjazd indywidualnie – 2005[3], 2007[4], 2008[1], 2010[5]
  - K-1 x 3 slalom drużynowo – 2007[4], 2008[1], 2009[6]
  - K-1 x 3 zjazd drużynowo – 2007[4], 2008[1]
  - K-1 slalom indywidualnie – 2008[1]
- srebrny medal:
  - K-1 slalom indywidualnie – 2003[2]
- brązowy medal:
  - K-1 slalom indywidualnie – 2005[3], 2007[4]

### Igrzyska Olimpijskie
W igrzyskach olimpijskich w Atenach 2004 startował w konkurencji K-1 slalom indywidualnie, zajmując 7. miejsce.

## Działalność po zakończeniu kariery
Po zakończeniu kariery zawodniczej podjął pracę trenerską, przez krótki czas prowadząc reprezentację Polski seniorów w kajakarstwie górskim. Po powrocie do rodzinnej Szczawnicy założył wypożyczalnię sprzętu wodnego „Port Pienin”. W ofercie wypożyczalni znajdują się m.in. kajaki pneumatyczne, dedykowane szczególnie rodzinom z dziećmi.
Od 2014 roku prowadzi działalność gospodarczą związaną z turystyką wodną. W początkowym okresie podejmował także inne inicjatywy biznesowe, takie jak produkcja miejskich toalet z żywicy, jednak ostatecznie skoncentrował się na rozwoju wypożyczalni.

## Życie prywatne
Z kajakarstwem górskim związana jest również jego najbliższa rodzina. Siostry Joanna Mędoń i Iwona oraz bracia Henryk, Mateusz, Rafał i Łukasz także uprawiali tę dyscyplinę. Grzegorz jest najstarszy spośród braci. Jego ojciec, Krzysztof, zajmuje się produkcją specjalistycznych kajaków wyczynowych.
Jest ojcem trojga dzieci, które również rozpoczęły treningi w kajakarstwie. W przyszłości planuje powrócić do pracy trenerskiej, by wspierać ich rozwój sportowy.
W 2012 roku brał udział w ustanowieniu rekordu wpisanego do Księgi rekordów Guinnessa, przepływając Wyspę Młyńską w Bydgoszczy wraz z 20 innymi osobami na 50-metrowym kajaku.